# カード・アゲンスト・ヒューマニティー
カード・アゲンスト・ヒューマニティー (Cards Against Humanity) は、アメリカで開発されたカードゲームの名称および、このカードゲームの開発・販売・頒布などを行っている団体(LLC)の名称である。
カードゲームとしての名称の日本語訳として、"人倫対戦カードゲーム"、"人権侵害カードゲーム"などいくつかの表現がある。

## 開発
このカードゲームはハイランド・パーク・ハイスクールの4人の同窓生によって考案された。アップルトゥアップル (Apples to Apples)とよく似た特徴を持つこのカードゲームは当初、カーデンフロイデ (Cardenfreude) と名づけられていた。これは、ドイツ語の語句で『他人の不幸によって快感を感じる』という意味の"シャーデンフロイデ" (Schadenfreude)という言葉をもじったものである。その後、このカードゲームの名称はカード・アゲンスト・ヒューマニティーに変更された.。
開発者の一人であるベン・ハントゥートによれば、カード・アゲンスト・ヒューマニティーはマジック:ザ・ギャザリングやシャレード(ジェスチャー・ゲーム)など様々なパーティーゲームからインスピレーションを得ているが、中でも最も大きな影響を与えているのがマッドリブスであるとの事である。
その後、カード・アゲンスト・ヒューマニティーはKickstarterによるクラウドファンディングで資金調達を行った。Kickstarterでのキャンペーンは2010年12月1日に開始され、2週間で目標の4,000ドルの資金調達に成功した。キャンペーンは2011年1月30日に終了し、この時点で目標の約4倍近くの15,000ドル以上を集めていた。この資金はゲームの追加開発に投入され、カード・アゲンスト・ヒューマニティーに50枚以上のカードが追加された。

## ゲームの内容

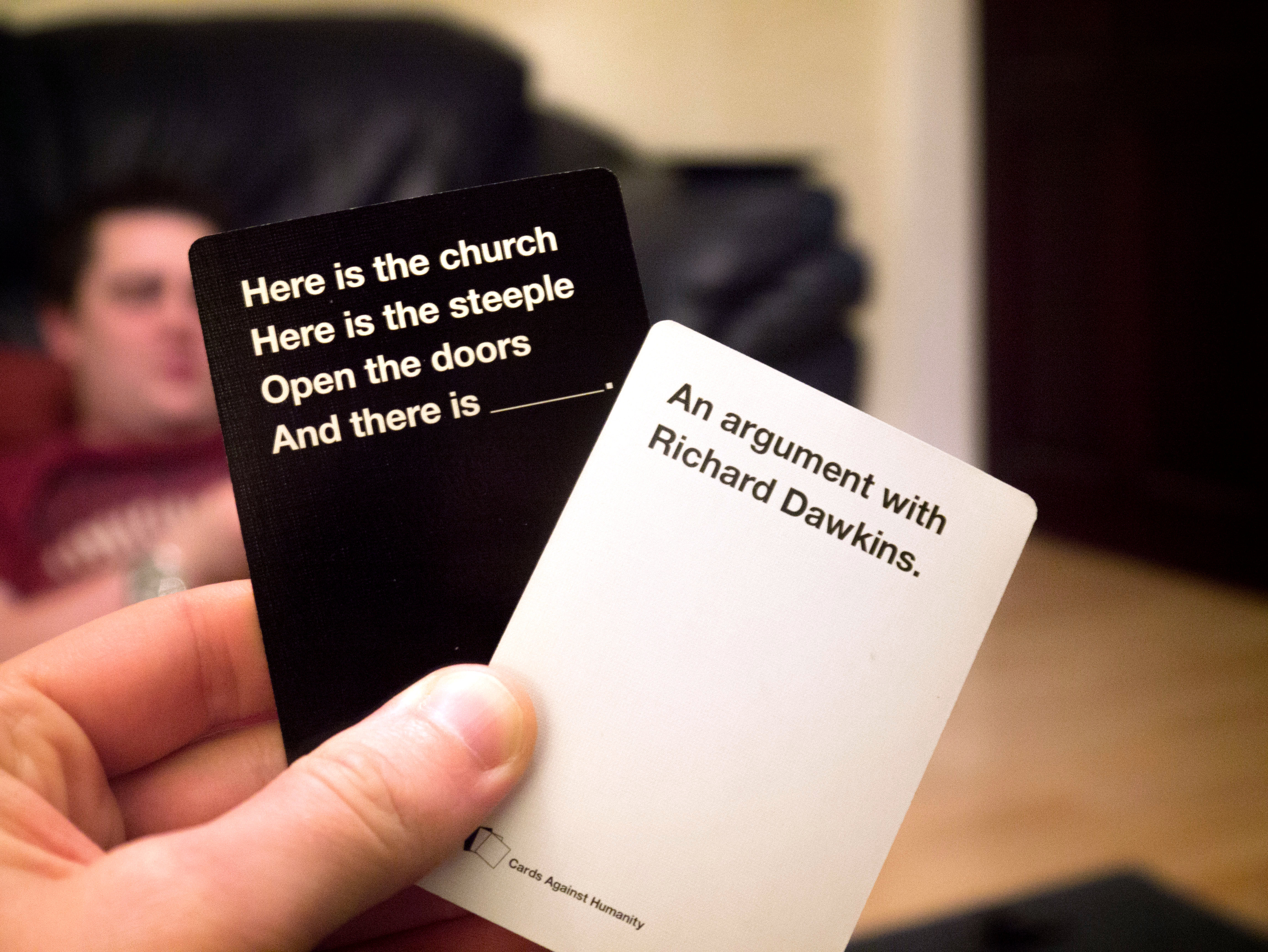
ゲームに使われるカードの例。

ルールブックによれば一般的なルールのひとつは以下のようなものである。
ゲームをプレーする際、まず参加者は"回答"の書かれた白いカードを10枚ずつ引く。その後"親"(dealer)に相当する"カード皇帝" (カード・カイゼル(Card Czar)、またはカード・ツァー(Card Tsar）と表現される)となった人物が、黒い"質問"カードを一枚読み上げる。参加者はこれに対し、最も面白い（あるいは不謹慎な）答えと思われる白カードを裏返して"皇帝"に渡す。カード皇帝は白カードをシャッフルし（誰が出したものかわからなくするため）、1枚毎に黒カードの質問を読みながら、白カードをめくって回答を披露していく。そして、最も面白い回答カードを出した人物が、次の"カード皇帝"になる、というものである。
このゲームは、最終的にどうすれば勝ちという明確な指針はない。単に楽しむ物、という考え方である。またルールには柔軟性があり、多くのローカルルールが存在している。

## 販売

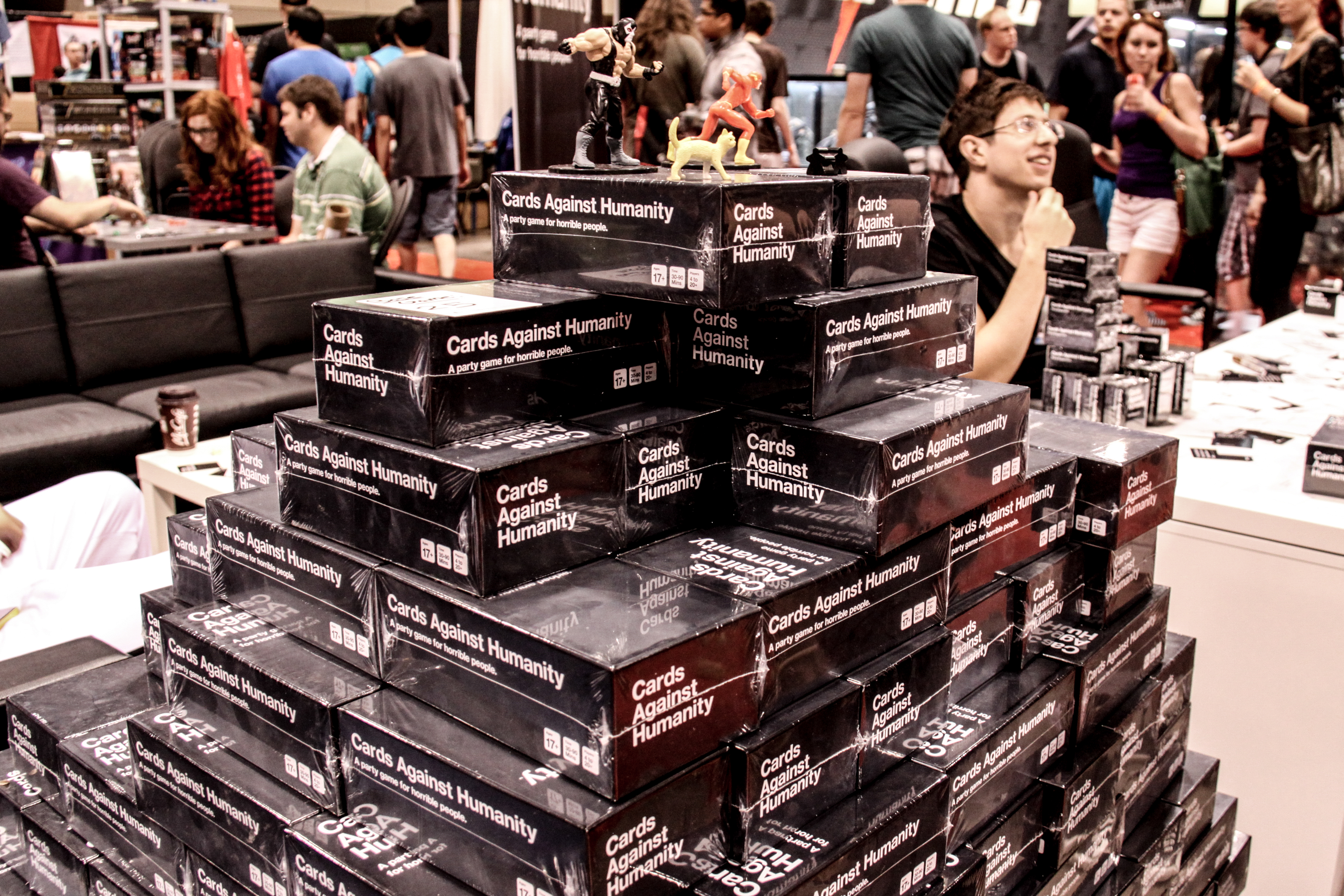
イベントでの販売の様子（2013年、カナダ）

カード・アゲンスト・ヒューマニティーは開発から半年後、2011年5月に販売が開始された。発売から1ヶ月後には米国のAmazon.comのゲーム部門においてNo.1のトップセラーとなった。また、カード・アゲンスト・ヒューマニティーは完成品が有償で販売されている一方で、PDFバージョンが無料頒布されている。
カード・アゲンスト・ヒューマニティーの開発者は、アメリカにおける最大の商戦イベントであるブラックフライデーに対しても皮肉の込められたキャンペーンを展開している。2013年のブラックフライデーでは"逆セール"としてカードの販売価格が通常より5ドル高く設定されたが、この間には売り上げが微増したとの事である。
2014年のブラックフライデーでは"ブルシット" (Bullshit)という特別商品が販売された。これは文字通り、カードと同様白と黒を基調にデザインされた紙箱の中に殺菌された牛の糞を詰めて販売された一種のジョークグッズで、30,000箱以上が購入されたという。
2015年にはオンラインストアの商品が、見返りの無い5ドルの寄付に置き換えられた。11,000人以上のユーザーがこの"商品"を購入し、70,000ドル以上の寄付があった。この収益金はカード・アゲンスト・ヒューマニティーのメンバーに公平に分配され、各メンバーが何に使ったかをウェブ上で報告した。多くのメンバーが、他のチャリティーへの寄付を行っていた。
2016年のブラックフライデーでは、カード・アゲンスト・ヒューマニティーの開発者たちが"ホリデー・ホール"と名づけられた穴掘りを行い、この様子をオンライン中継した。これは、寄付金の入金が続く間ひたすら穴を掘り続けるというイベントで、寄付金の使い道や穴の使い道などについては何一つ明言されていなかった。このイベントでは100,000ドル以上の寄付金が集められ、穴は後日埋め戻された。